# Leptoclinides comitus
Leptoclinides comitus är en sjöpungsart som beskrevs av Kott 200. Leptoclinides comitus ingår i släktet Leptoclinides och familjen Didemnidae. Inga underarter finns listade i Catalogue of Life.